# Nikon D4
La Nikon D4 è una fotocamera reflex (DSLR) prodotta dalla Nikon Corporation, annunciata il 6 gennaio 2012. Succede la Nikon D3s ed è stata lanciata sul mercato nel febbraio 2012 ad un prezzo di 6000 dollari. Ha un sensore di 16.2 milioni di pixel. È la prima fotocamera a utilizzare le nuove schede di memoria XQD.